# Joan Rodó (organista)
Joan Rodó (Terrassa, 1770 - El Escorial, 1848), fou un monjo i organista català.
Monjo i organista d'El Escorial i molt apreciat pel rei Ferran VII. Avantatjat organista i contrabaixista, va compondre a cant pla l'ofici propi de la Festivitat de Sant Ferran. Mori el 1848 a El Escorial als 78 anys.
Deixà un Método del arte del canto llano del padre Ramoneda (Madrid, 1827)